# Pont Bouchard
Le pont Bouchard est un pont routier situé en Montérégie qui relie les deux rives de la rivière Yamaska dans la ville de Saint-Hyacinthe.

## Description
Le pont est emprunté par la route Yamaska. Il comporte trois voies de circulation soit une voie vers l'Ouest et deux vers l'Est. Environ 15 695 véhicules empruntent le pont quotidiennement.

## Toponymie
Le nom du pont rappelle Télesphore-Damien Bouchard (1881-1962), qui fut maire de Saint-Hyacinthe et ministre de la Voirie.

## Fermeture
Depuis le 2 octobre 2015, le pont est fermé à toute circulation automobile dû à l'état de la structure. L’ouverture du pont est prévue à l’automne 2016. La durée des travaux tient compte des difficultés d’exécution : démolition d’un pont au-dessus d’une rivière, travaux en milieu urbain dense, restrictions environnementales, etc.